# Pays-Bas aux Jeux olympiques d'hiver de 1928
Cet article contient des informations sur la participation et les résultats des Pays-Bas aux Jeux olympiques d'hiver de 1928 à Saint-Moritz en Suisse. C'était la première participation des Pays-Bas aux Jeux olympiques d'hiver. Ils étaient représentés par 7 athlètes. La délégation néerlandaise n'a pas remporté de médailles.